# Delmas (gmina)
Delmas – gmina w Republice Południowej Afryki, w prowincji Mpumalanga, w dystrykcie Nkangala. Siedzibą administracyjną gminy jest Delmas.